# Bloom Twins
"Bloom Twins" (укр. Блум Твінс) — британський попгурт, дует сестер-близнят Анни та Софії Купрієнко з України. Свій музичний стиль вони визначають як дарк-поп ("темна попмузика"). Свій перший цифровий сингл виконавиці випустили в червні 2013 року.

## Історія

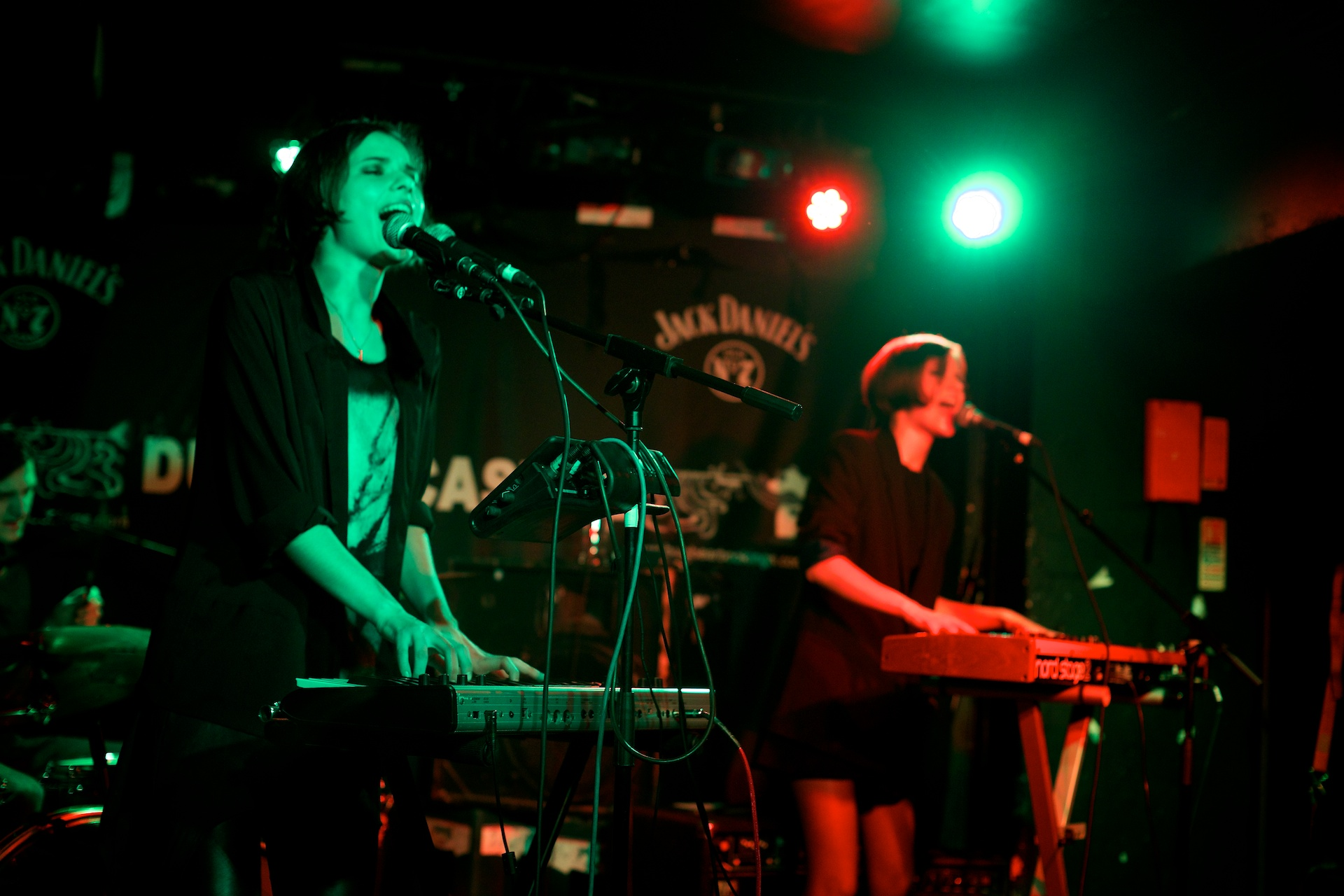
Bloom Twins під час виступу у Dublin Castle

Анна та Софія Купрієнко виросли в містечку Бровари, передмістя Києва. Дівчата почали співати й грати на інструментах змалку, у віці п'яти років. Свою професійну музичну кар'єру розпочали в Лондоні, де й завантажили свій перший трек на YouTube — «Fahrenheit» (на той момент їм було 17 років). Обидві дівчини грають на флейті, клавішних, гармоніці та навчаються грати на барабанах та гітарі.
Гурт "Bloom Twins" вплинув на сучасну музику і моду, завдяки численним публікаціям в модних журналах. Також сестри співпрацювали з такими відомими брендами, як Pandora, Armani Exchange, Fendi, Christian Loubotin, Dior, Chanel, Nike, Top Shop, Sonia by Sonia Rykeil, Indola, Reserved, UnderArmour, Stee Atelier та багато інших.
У жовтні 2013 року «Bloom Twins» здобули нагороду MTV IGGY Artist of the Week за пісню «Fahrenheit».
Після випуску кавера на пісню Боба Марлі "Get up, Stand Up", близнючки з'явилися на BBC NewsNight разом з Джеремі Паксманом і прикрасили сторінки більшості провідних британських газет і журналів, а також з'явилися на BBC Introducing. Пізніше гурт здійснив прорив у кампанії "Imagine" під патронатом ЮНІСЕФ разом з Кеті Перрі, Will.i.am, іншими впливовими музикантами та засобами масової інформації два роки поспіль.
У червні 2014 року відбулася прем'єра синглу та відеокліпу «Blue», акторську гру дівчата розділили з Aiden Shaw та Billy Huxley.
У 2015 році «Bloom Twins» виступали гуртом на розігріві під час трьох масштабних загальнонаціональних турів — по Великій Британії, Японії та Італії — легендарного гурту DuranDuran та Seal з багатотисячною аудиторією концертів. Познайомились музиканти на фотографування для журналу «Untitled», де дівчата постали у ролі моделей, а безпосереднім фотографом став Нік Роудс. Під час туру гурт представляв одяг відомої дизайнерки бренду «Sonia By Sonia Rykeil», амбасадором якого встигли стати раніше.
2016 рік став для близнят відкриттям сольних концертів в Україні. 30 травня відбувся перший великий сольний концерт "Bloom Twins" у київському клубі "Atlas". Юних обдарувань зустрів повний зал і безліч зіркових гостей, в тому числі Святослав Вакарчук. Фронтмен «Океану Ельзи» зазначив на своїй сторінці в Twitter чудове виконання дуетом кавера на його пісню «Не питай».
У червні 2016 відбувся реліз синглу, а згодом і прем'єра кліпу «Amnesia», режисером якого став Francis Wallis та Hannah Bilverstone у ролі продюсера (виробнича компанія «Familia»).
Також червень 2016 відзначився для гурту номінацією на премію BalconyTV Music Video Award. Українки змагалися за цю премію з музикантами з усього світу і перемогли.
У грудні того ж року дівчата випустили сингл та відеороботу «Set Us Free». Знімання відбулися у Сполучених Штатах Америки, Великій Британії, Італії, Японії, Литві, Польщі, Україні, Чехії, Нідерландах, Таїланді, Сінгапурі, Домініканській Республіці, Мальдівах та Норвегії.
У 2017 році гурт "Bloom Twins" двічі відкривав сольні концерти відомої американської співачки LP у київському Палаці Спорту та у "Стереоплазі".
У 2018 дівчата представили світу два нових сингли - «She's not me» та «Young Souls», зібрали повний зал у київському клубі «ТАО», а також стали хедлайнерами українських фестивалів «Porto Franco» та «Faine Misto», які з успіхом пройшли в Івано-Франківську та Тернополі відповідно.
2019 рік відзначився для гурту випуском свого першого EP-альбому «Winter Tales», до складу якого увійшли акустичні версії пісень «Amnesia», «Talk To Me», «Nothing Ever Changes» та «Young Souls».
Пізніше, у квітні, дівчата продовжили свою співпрацю з американською співачкою LP, та виступили у ролі гурту для розігріву публіки під час світового туру «Heart To Mouth» в українських містах Києві та Харкові.
Влітку того ж року вийшли сингл та відеокліп «Love Me Right Now», який був відзнятий на батьківщині у Києві, режисером кліпу став Сергій Вейн. За невеликий термін «Love Me Right Now» зібрав понад мільйон переглядів на YouTube.
У жовтні 2019-го гурт випустив сингл «Free Fall», який став оригінальним саундтреком до британського короткометражного фільму «In2ruders», у ньому Анна та Софія зіграли головні ролі. Режисером фільму виступив Наїм Махмуд. Незабаром вийшла також і відеоробота, яка містить у собі фрагменти із кінострічки.

## Дискографія
Випустили десять синглів, EP під назвою «WINTER'S TALES», а також три ремікси на сингли «Amnesia», «Set Us Free» and «Talk to Me».

Їхній перший реліз був переосмисленням пісні «Фаренгейт» Kish Mauve. На підтримку Євромайдану в Києві вони записали кавер Боба Марлі «Get Up, Stand Up». Сестри відчули, що кожен рядок у пісні стосується України.

### Сингли
| Рік  | Сингл                              | Альбом |
| ---- | ---------------------------------- | ------ |
| 2013 | «Fahrenheit»                       | –      |
| 2014 | «Get up Stand up #WeAreUkraine»    | –      |
| 2014 | «Blue»                             | –      |
| 2016 | «Amnesia»                          | –      |
| 2016 | «Set Us Free»                      | –      |
| 2017 | «Amnesia (DJ Kid AK Remix)»        | –      |
| 2017 | «Set Us Free (DJ Kid AK Remix)»    | –      |
| 2017 | «Talk to Me»                       | –      |
| 2018 | «She's Not Me»                     | –      |
| 2018 | «Talk to Me (DJ Kid Ak Remix)»     | –      |
| 2018 | «Young Souls (Radio Edit)»         | –      |
| 2019 | «Love Me Right Now»                | –      |
| 2019 | «Free Fall (In2ruders Soundtrack)» | –      |

### Альбоми
| Рік  | Пісня                             | Альбом              |
| ---- | --------------------------------- | ------------------- |
| 2019 | «Nothing Ever Changes (Acoustic)» | WINTER'S TALES — EP |
| 2019 | «Amnesia (Acoustic)»              | WINTER'S TALES — EP |
| 2019 | «Talk to Me (Acoustic)»           | WINTER'S TALES — EP |
| 2019 | «Young Souls (Acoustic)»          | WINTER'S TALES — EP |